# Liste der Biografien/Seh
Liste der Biografien |
Portal Biografien |
Personensuche
# |
A |
B |
C |
D |
E |
F |
G |
H |
I |
J |
K |
L |
M |
N |
O |
P |
Q |
R |
S |
T |
U |
V |
W |
X |
Y |
Z |
?
 
Sa |
Sb |
Sc |
Sd |
Se |
Sf |
Sg |
Sh |
Si |
Sj |
Sk |
Sl |
Sm |
Sn |
So |
Sp |
Sq |
Sr |
Ss |
St |
Su |
Sv |
Sw |
Sy |
Sz
 
Sea |
Seb |
Sec |
Sed |
See |
Sef |
Seg |
Seh |
Sei |
Sej |
Sek |
Sel |
Sem |
Sen |
Seo |
Sep |
Seq |
Ser |
Ses |
Set |
Seu |
Sev |
Sew |
Sex |
Sey |
Sez
Die Liste der Biografien führt alle Personen auf, die in der deutschsprachigen Wikipedia einen Artikel haben. Dieses ist eine Teilliste mit 109 Einträgen von Personen, deren Namen mit den Buchstaben „Seh“ beginnt.

## Seh

### Seha
- Sehabre, altägyptischer König der 14. Dynastie
- Sehan, Jasmin (* 1997), deutsche Fußballspielerin
- Sehard († 928), Bischof von Hildesheim
- Sehata, Gijō (* 2001), japanischer Fußballspieler

### Sehe
- Sehene, Benjamin (* 1959), ruandischer Essayist und Romanautor
- Seheneser, altägyptische Königstochter während der 2. Dynastie
- Seher, Gerhard (* 1965), deutscher Jurist und Hochschullehrer
- Seher, Heinrich (1918–2004), deutscher Ringer
- Seher, Rudi (* 1956), deutscher Unternehmer und ehemaliger Autorennfahrer
- Seherr und Thoß, Friedrich von (1789–1857), deutscher Offizier, Beamter und Rittergutbesitzer
- Seherr-Thoß, Arthur (1820–1898), preußischer und ungarischer Offizier und Politiker
- Seherr-Thoß, Carl von (1829–1892), preußischer Verwaltungsjurist und Landrat
- Seherr-Thoß, Ernst von (1786–1856), deutscher Offizier und Gutsbesitzer
- Seherr-Thoß, Günther von (1859–1926), preußischer Verwaltungsjurist, Landrat und Regierungspräsident
- Seherr-Thoss, Hans Christoph von (1918–2011), deutscher Ingenieur, Journalist und Historiker
- Seherr-Thoß, Heinrich Leopold von (1734–1804), deutscher Großgrundbesitzer
- Seherr-Thoß, Johann Christoph von (1670–1743), kaiserlicher Feldmarschall
- Seherr-Thoß, Manfred von (1827–1911), deutscher Rittergutsbesitzer und Parlamentarier
- Seherr-Thoß, Stanislaus von (1827–1907), preußischer Verwaltungsjurist, MdPrA und Landrat
- Sehested, Christian Christophersen (1666–1740), Kanzler von Dänemark
- Sehested, Christian Thomesen (1664–1736), dänischer Admiral und Oberlanddrost in Oldenburg
- Sehested, Hannibal (1609–1666), dänischer Staatsmann und Reichsrat
- Sehested, Hannibal (1842–1924), dänischer konservativer Politiker der Partei Højre
- Sehested, Hilda (1858–1936), dänische Pianistin und Komponistin
- Sehested, Klaus von (1612–1649), dänischer Hofbeamter und Politiker
- Sehested, Knud (1850–1908), dänischer Politiker
- Sehested, Niels Frederik Bernhard (1813–1882), dänischer Grundbesitzer und Archäologe
- Sehested, Thyra (1840–1923), dänische Historikerin
- Sehestedt, Alexander († 1617), deutscher Adliger, Herr auf Gut Güldenstein und Klosterpropst zu Uetersen
- Sehestedt, Johann Friedrich († 1785), dänischer Generalleutnant
- Sehetepibre, ägyptischer Pharao der 13. Dynastie
- Sehetepibreanch, Hohepriester des Ptah

### Sehf
- Sehfeld, Alchemist

### Sehg
- Sehgal, Jyotika (* 1963), indische bildende Künstlerin
- Sehgal, Tino (* 1976), deutsch-britischer KünstlerTino Sehgal (* 1976)

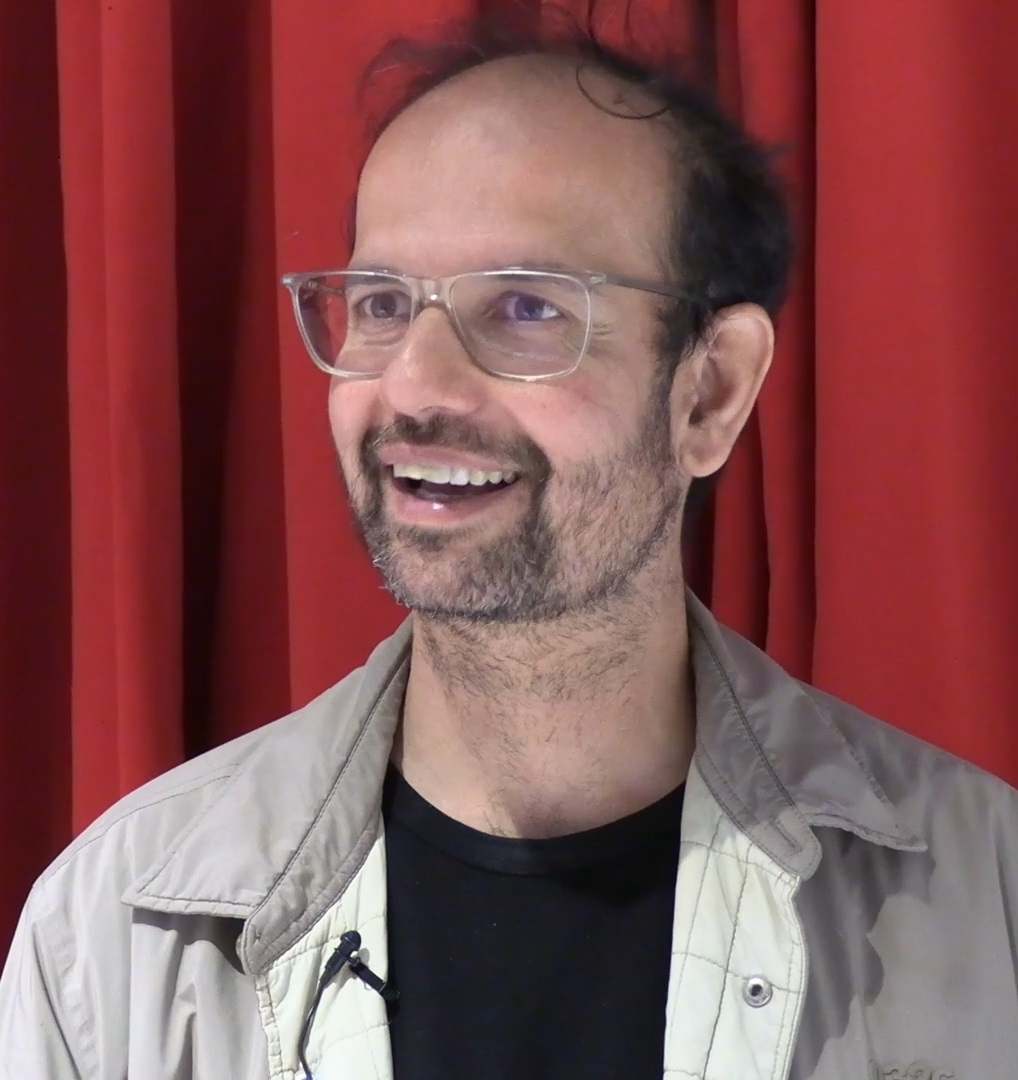
Tino Sehgal (* 1976)

### Sehh
- Sehhati-Chafai, Gholam (1937–2019), deutsch-iranischer Anästhesist

### Sehi
- Šehić, Faruk (* 1970), bosnischer Schriftsteller und Journalist
- Šehić, Ibrahim (* 1988), bosnisch-herzegowinischer Fußballspieler
- Šehić, Sanel (* 1984), slowenischer Fußballspieler
- Sehil, John (* 1988), französischer Schauspieler
- Şehit, Erdi (* 1996), türkischer Fußballspieler
- Şehitler, Alara (* 2006), deutsche Fußballspielerin

### Sehl
- Sehl, Lukas († 1586), deutscher Abt
- Sehl, Stefan (1927–2011), deutscher Lehrer und Vertriebenenfunktionär
- Sehlbach, Erich (1898–1985), deutscher Komponist
- Sehler, Stefan (* 1958), deutscher Künstler
- Sehlhoff, Hans (1934–2009), deutscher Fußballspieler
- Sehlin, Gunhild (1911–1996), schwedische Pädagogin und Kinderbuchautorin
- Sehling, Emil (1860–1928), deutscher Jurist und Kirchenrechtler
- Sehling, Josef Antonín (1710–1756), böhmischer Komponist und Violinist
- Sehling, Matthias (* 1959), deutscher Jurist, Beamter und Politiker (CSU), MdB
- Sehlmeyer, Grete (1891–1967), deutsche Politikerin (FDP, Liberaler Bund), MdL
- Sehlmeyer, Markus (* 1968), deutscher Althistoriker und Hochschullehrer
- Sehlstedt, Elias (1808–1874), schwedischer Lyriker

### Sehm
- Sehmer, Eduard (1874–1945), deutscher Maschinenbauingenieur und Unternehmer
- Sehmer, Theodor (1847–1907), deutscher Kaufmann und Maschinenbau-Unternehmer
- Sehmer, Theodor (1885–1979), deutscher Maschinenbauingenieur und Unternehmer
- Sehmisch, André (* 1964), deutscher Biathlet
- Sehmisch, Elke (* 1955), deutsche Schwimmerin

### Sehn
- Sehn, Carla (* 1994), schwedische SchauspielerinCarla Sehn (* 1994)

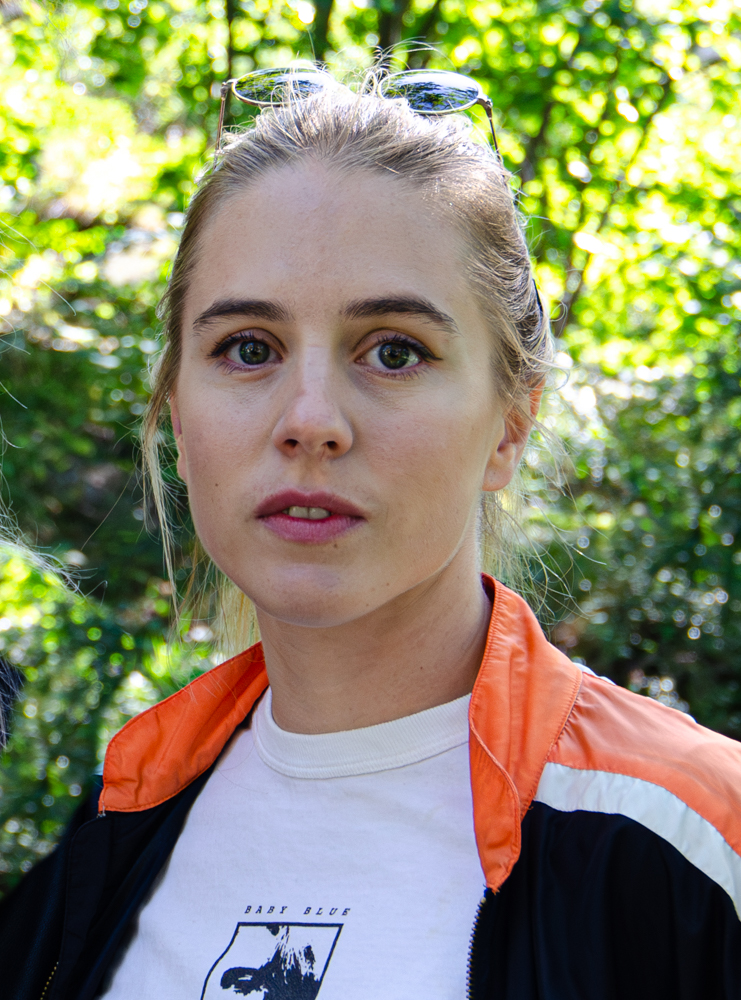
Carla Sehn (* 1994)

- Sehn, Dietmar (1944–2024), deutscher Sachbuchautor
- Sehn, Eric (* 1984), kanadischer Wasserspringer
- Sehn, Jan (1909–1965), polnischer Jurist
- Sehn, Josef (1909–1995), deutscher Landwirt und Politiker (CDU), MdL
- Sehn, Marita (1955–2004), deutsche Politikerin (FDP), MdB
- Sehnal, Eugen (1851–1910), österreichischer Architekt
- Sehnalek, Eugen (1911–1944), österreichischer Radrennfahrer
- Sehnalová, Olga (* 1968), tschechische Politikerin (ČSSD), MdEP
- Sehnaoui, Nicolas (* 1967), libanesischer Manager und Politiker
- Sehnaoui, Sharif (* 1976), libanesischer Improvisationsmusiker

### Seho
- Sehon, Alec H. (1924–2018), kanadischer Immunologe
- Sehorn, Jason (* 1971), US-amerikanischer American-Football-Spieler
- Sehouli, Jalid (* 1968), deutscher Gynäkologe und Onkologe
- Šehović, Meris (* 1991), luxemburgischer Politiker („déi gréng“) und Politikwissenschaftler
- Šehović, Sead (* 1989), montenegrinischer Basketballspieler
- Šehović, Suad (* 1987), montenegrinischer Basketballspieler

### Sehr
- Sehr, Franz-Josef (* 1951), deutscher Kaufmann, Feuerwehrmann und FeuerwehrfunktionärFranz-Josef Sehr (* 1951)

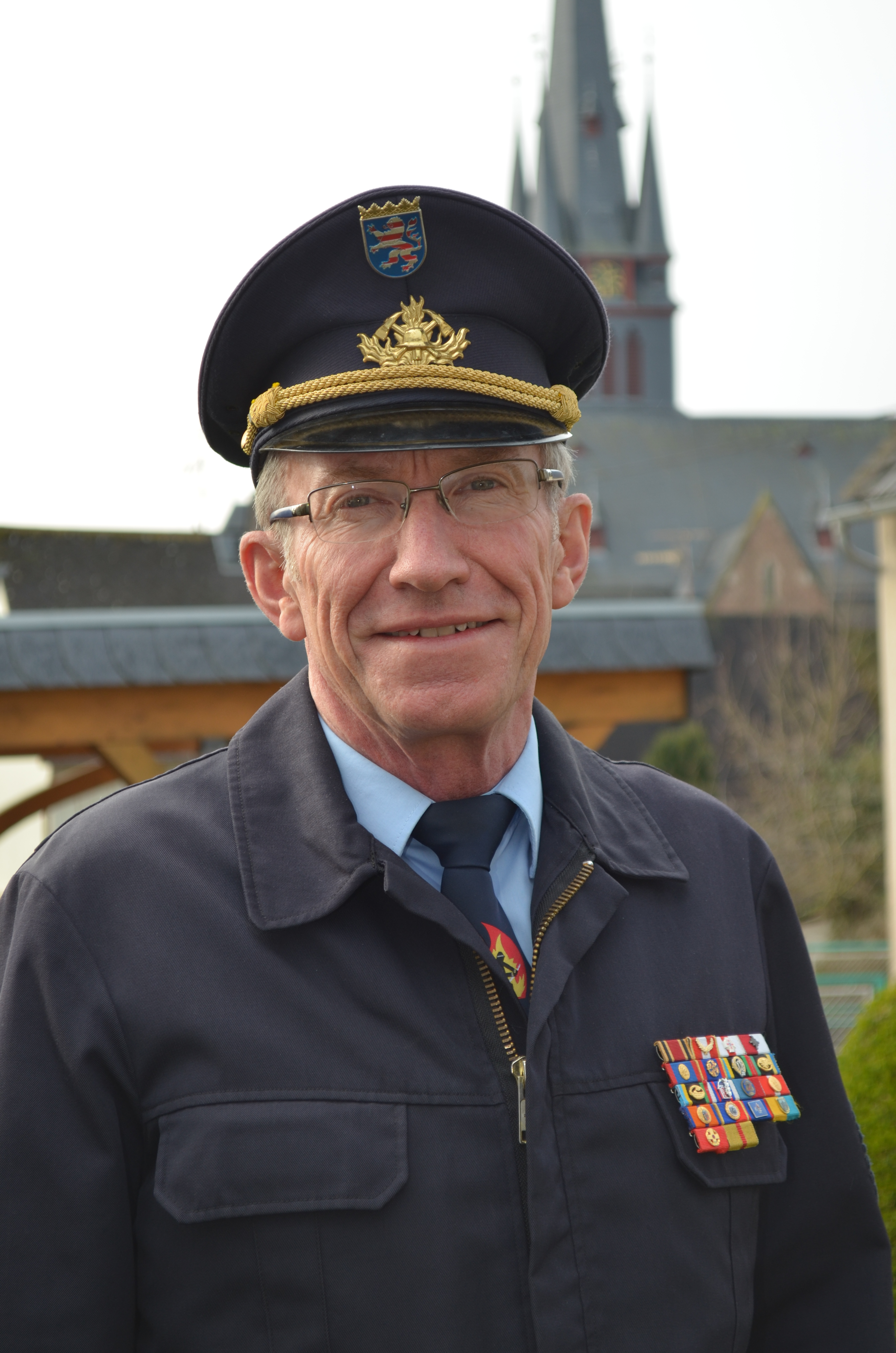
Franz-Josef Sehr (* 1951)

- Sehr, Hedi (* 1953), deutsche Notfallseelsorgerin und FeuerwehrfrauHedi Sehr (* 1953)

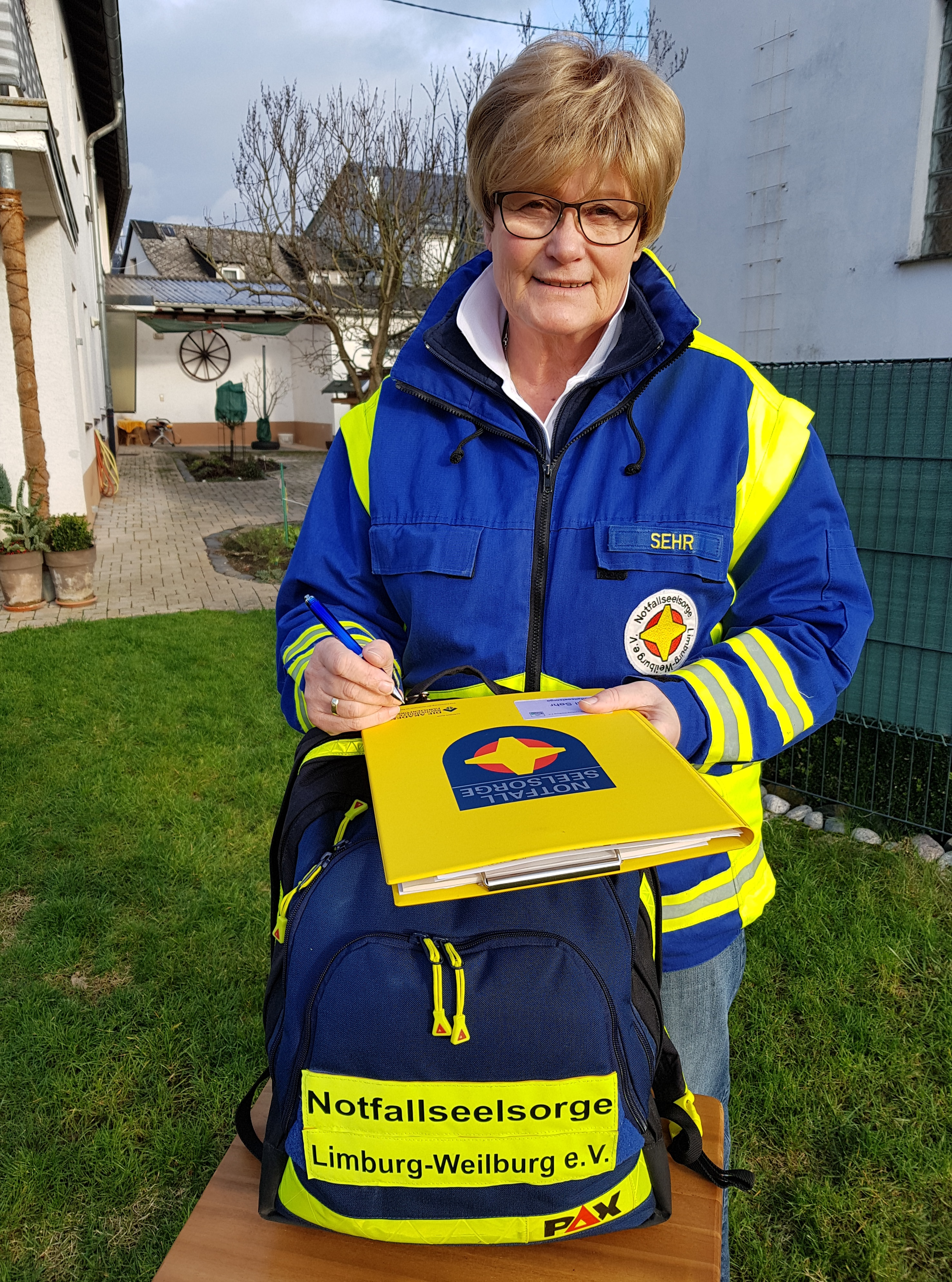
Hedi Sehr (* 1953)

- Sehr, Kai (* 1965), deutscher Regisseur
- Sehr, Markus (* 1977), deutscher Filmregisseur und Drehbuchautor
- Sehr, Peter (1951–2013), deutscher Filmemacher
- Şehrazat (* 1952), türkische Popsängerin
- Sehrbrock, Georg (* 1961), deutscher Keyboarder und Komponist
- Sehrbrock, Ingrid (* 1948), deutsche Gewerkschaftsfunktionärin
- Sehrbrock, Judith (* 1973), deutsche Schauspielerin
- Sehrbrock, Ursula (* 1971), deutsche Basketballspielerin
- Sehrig, Dietmar (* 1961), deutscher Fußballtrainer
- Sehrig, Hermann (1892–1963), deutscher Keramiker und Maler
- Sehrig-Vehling, Else (1897–1994), deutsche Malerin des Expressionismus
- Sehring, Bernhard (1855–1941), deutscher Architekt
- Sehring, Rudi (* 1930), deutscher Jazzschlagzeuger
- Sehringer, Wolfgang (1929–2024), deutscher Pädagoge, Psychologe und Autor
- Sehrndt, Jochen (* 1925), deutscher Schauspieler, Hörspiel- und Synchronsprecher
- Sehrt, Hans-Georg (1942–2019), deutscher Kunsthistoriker, Kunstkritiker und Lektor
- Sehrt, Wolfgang (1941–2021), deutscher Politiker (CDU), MdL

### Sehs
- Şehsuvar Sultan († 1756), Gemahlin des osmanischen Sultan Mustafa II., Valide Sultan (1754 bis 1757)

### Sehu
- Sehul, Michael († 1779), äthiopischer Politiker, Gouverneur von Tigray

### Sehw
- Sehwers, Johann (1868–1940), baltischer Schachkomponist, Linguist und Lehrer

### Sehz
- Şehzade Ahmed († 1513), osmanischer Prinz und Gouverneur
- Şehzade Ahmed Kemaleddin (1848–1905), osmanischer Prinz
- Şehzade Bayezid (1525–1561), osmanischer Prinz
- Şehzade Mahmud († 1603), osmanischer Prinz
- Şehzade Mehmed (1522–1543), osmanischer Prinz und Thronanwärter
- Şehzade Mehmed Abdülkadir (1878–1944), osmanischer Prinz und Sohn von Sultan Abdülhamid II.
- Şehzade Mehmed Selim (1870–1937), osmanischer Prinz
- Şehzade Mehmed Seyfeddin Efendi (1874–1927), Sohn des Sultan Abdülaziz und Gevherî Vâlide Sultan
- Şehzade Mehmed Ziyaeddin (1873–1938), osmanischer Prinz
- Şehzade Mustafa (1515–1553), osmanischer PrinzŞehzade Mustafa (1515–1553)

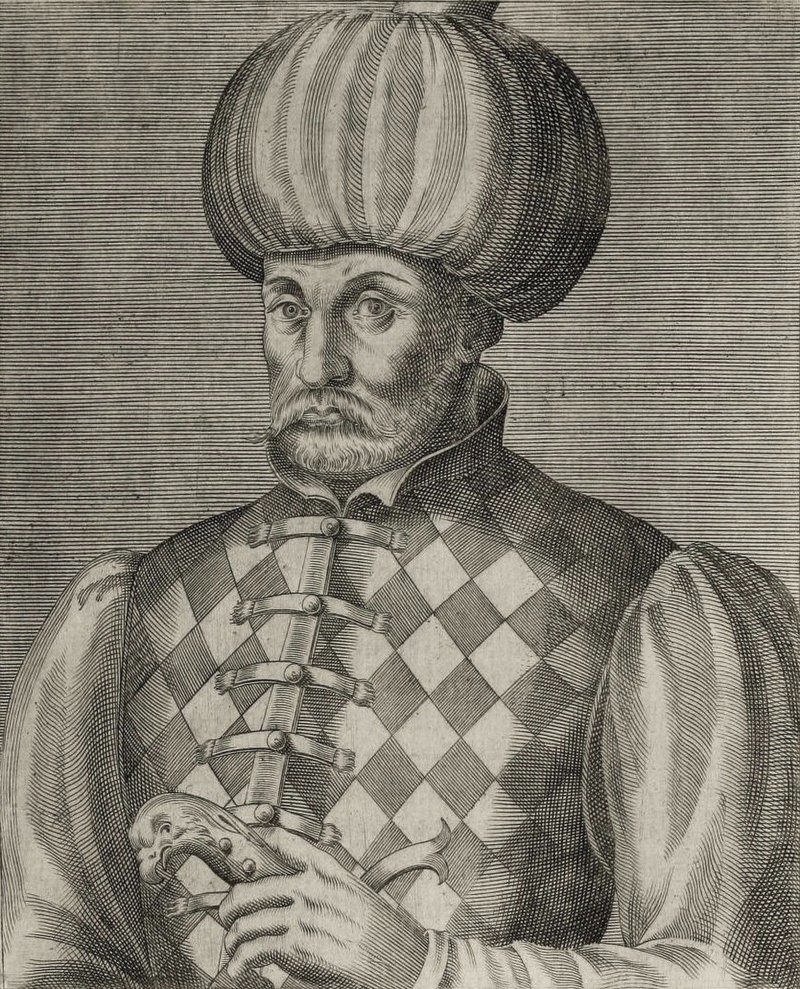
Şehzade Mustafa (1515–1553)

- Şehzade Ömer Faruk (1898–1969), osmanischer Prinz